# Ambassade du Maroc au Brésil

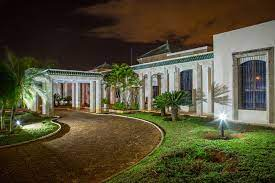
Ambassade du royaume du Maroc à Brasilia

 (mai 2021).
La mise en forme du texte ne suit pas les recommandations de Wikipédia : il faut le « wikifier ».
Les points d'amélioration suivants sont les cas les plus fréquents :
- Les titres sont pré-formatés par le logiciel. Ils ne sont ni en capitales, ni en gras.
- Le texte ne doit pas être écrit en capitales (les noms de famille non plus), ni en gras, ni en italique, ni en « petit »…
- Le gras n'est utilisé que pour surligner le titre de l'article dans l'introduction, une seule fois.
- L'italique est rarement utilisé : mots en langue étrangère, titres d'œuvres, noms de bateaux, etc.
- Les citations ne sont pas en italique mais en corps de texte normal. Elles sont entourées par des guillemets français : « et ».
- Les listes à puces sont à éviter, des paragraphes rédigés étant largement préférés. Les tableaux sont à réserver à la présentation de données structurées (résultats, etc.).
- Les appels de note de bas de page (petits chiffres en exposant, introduits par l'outil «  Source ») sont à placer entre la fin de phrase et le point final[comme ça].
- Les liens internes (vers d'autres articles de Wikipédia) sont à choisir avec parcimonie. Créez des liens vers des articles approfondissant le sujet. Les termes génériques sans rapport avec le sujet sont à éviter, ainsi que les répétitions de liens vers un même terme.
- Les liens externes sont à placer uniquement dans une section « Liens externes », à la fin de l'article. Ces liens sont à choisir avec parcimonie suivant les règles définies. Si un lien sert de source à l'article, son insertion dans le texte est à faire par les notes de bas de page.
- La présentation des références doit suivre les conventions bibliographiques. Il est recommandé d'utiliser les modèles {{Ouvrage}}, {{Chapitre}}, {{Article}}, {{Lien web}} et/ou {{Bibliographie}}. Le mode d'édition visuel peut mettre en forme automatiquement les références.
- Insérer une infobox (cadre d'informations à droite) n'est pas obligatoire pour parachever la mise en page.

Pour une aide détaillée, merci de consulter Aide:Wikification.
Si vous pensez que ces points ont été résolus, vous pouvez retirer ce bandeau et améliorer la mise en forme d'un autre article.
 (mai 2021).
Si vous disposez d'ouvrages ou d'articles de référence ou si vous connaissez des sites web de qualité traitant du thème abordé ici, merci de compléter l'article en donnant les références utiles à sa vérifiabilité et en les liant à la section « Notes et références ».
L'ambassade du Maroc au Brésil est la représentation diplomatique du royaume du Maroc au Brésil. Elle est située au SEN 801 Lote 2, Brasilia, la capitale du pays.
Son ambassadeur est, depuis octobre 2016, Nabil Adghoghi.

## Histoire
Le royaume du Maroc compte parmi les premiers pays à avoir reconnu la jeune République brésilienne, en 1889. L’ouverture de l’ambassade du Maroc au Brésil remonte à 1967.

## Liste des ambassadeurs du Maroc
|    | Ambassadeur          | image | date de début de mission | date de présentation des lettres de créance | date de fin de mission | Rois du Maroc | Présidents du Brésil                                |
| -- | -------------------- | ----- | ------------------------ | ------------------------------------------- | ---------------------- | ------------- | --------------------------------------------------- |
| 1  | Ahmed Benaboud       |       | 11 avril 1967,           |                                             | 1972                   | Hassan II     | Arthur da Costa e Silva/Emílio Garrastazu Médici    |
| 2  | Aïssa Benchekroun    |       | 1972                     |                                             | 1976                   | Hassan II     | Ernesto Geisel                                      |
| 3  | Abdellatif El-Khatib |       | 1976                     |                                             |                        | Hassan II     | Ernesto Geisel                                      |
| 4  | Larbi Messari        |       | septembre 1985           |                                             | 1991                   | Hassan II     | José Sarney/Fernando Collor de Mello                |
| 5  | Larbi Reffouh,       |       | 1992                     |                                             | 1999                   | Hassan II     | Itamar Franco/Fernando Henrique Cardoso             |
| 6  |                      |       |                          |                                             |                        | Mohammed VI   | Fernando Henrique Cardoso/Luiz Inácio Lula da Silva |
| 7  | Ali Achour           |       | décembre 2003            |                                             | 2006                   | Mohammed VI   | Luiz Inácio Lula da Silva                           |
| 8  | Farida Jaidi,        |       | janvier 2006             | 20 avril 2006                               | janvier 2009           | Mohammed VI   | Luiz Inácio Lula da Silva                           |
| 9  | Mohamed Louafa       |       | 21 janvier 2009          |                                             | 3 janvier 2012         | Mohammed VI   | Luiz Inácio Lula da Silva/Dilma Rousseff            |
| 10 | Larbi Moukhariq,     |       | 9 mars 2013              |                                             | 2016                   | Mohammed VI   | Dilma Rousseff/Michel Temer                         |
| 11 | Nabil Adghoghi       |       | octobre 2016             |                                             |                        | Mohammed VI   | Michel Temer/Jair Bolsonaro                         |

## Marocains résidant au Brésil
Selon l'agence Maghreb Arabe Presse, 7 000 des 10 000 Marocains estimés résidant au Brésil se concentrent à Rio de Janeiro.